# Croix des Fiancés
La Croix des Fiancés es un monumento de la meseta alta Fens, en Valonia, Bélgica, no muy lejos del cuartel Michel. Esta cruz fue inaugurada en su estado actual, el domingo, 20 de septiembre de 1931 en memoria de dos novios jóvenes atrapados en una tormenta de nieve el 22 de enero de 1871. Sustituyó a una más antigua cruz en el lugar que estaba allí por lo menos desde 1906. François Reiff Bastogne, un obrero que trabajaba en la presa Gileppe, y María Solheid de Xhoffraix, sirviente que trabaja cerca de Limburgo, salieron de la aldea de Jalhay el Domingo, 22 de enero de 1871. Ellos tenían, respectivamente, 32 y 24 años. Ellos querían ir a Xhoffraix (entonces Prusia), en búsqueda de las cosas necesarias para su matrimonio. Ellos estuvieron en Fagne, a pesar del mal tiempo. Una gruesa capa de nieve cubrió el páramo y los enterró para siempre.